# John Romilly
Pour les articles homonymes, voir Romilly.
John Romilly, 1er baron Romilly (20 janvier 1802 - 23 décembre 1874) est un homme politique et juge whig anglais. Il sert dans la première administration de Lord John Russell comme solliciteur général de 1848 à 1850 et procureur général de 1850 et 1851. La dernière année, il est nommé maître des rôles, poste qu'il occupe jusqu'en 1873. Fait chevalier en 1848, il est anobli baron Romilly en 1866.

## Jeunesse
Romilly est né à Londres, le deuxième fils de Samuel Romilly et d'Anne Garbett, une fille de la fille de Francis Garbett de Knill Court, Herefordshire. Après avoir été solliciteur général, son père devinet député de Horsham, Wareham, Arundel et Westminster. Il est le frère de Sophia Romilly (épouse de Thomas Francis Kennedy (en), député d'Ayr Burghs), Charles Romilly (qui épouse Lady Georgiana Russell, fille de John Russell (6e duc de Bedford)), Frederick Romilly (qui est député de Cantorbéry) .
Il fait ses études au Trinity College de Cambridge et est admis au barreau de Gray's Inn en 1827 .

## Carrière
Romilly entre pour la première fois au Parlement en 1832 en tant que député de Bridport, occupant le siège de 1832 à 1835 et de nouveau de 1846 à 1847 . En 1843, il devient conseiller de la reine. Il est élu député de Devonport en 1847  et est nommé solliciteur général et fait chevalier en 1848 dans l'administration de Lord John Russell, étant promu procureur général en 1850. En 1851, il est nommé maître des rôles et continue à siéger pour Devonport jusqu'aux élections générales de 1852, date à laquelle il est battu . Il est le dernier maître des rôles à siéger au Parlement.
Romilly est élevé à la pairie en tant que baron Romilly, de Barry dans le comté de Glamorgan, en 1866, et prend sa retraite de la maîtrise des rôles en 1873. Il fait beaucoup pour supprimer les restrictions qui ont longtemps entravé la recherche parmi les archives publiques et les documents d'État.
Les décisions judiciaires notables de Romilly comprennent : Norris v Chambres (1861) 29 Beav 246, 54 ER 621 : un privilège équitable peut être revendiqué sur des biens immobiliers à l'étranger contre un tiers.

## Vie privée
Lord Romilly épouse Caroline Charlotte, fille de William Otter, en 1833. Ils ont plusieurs enfants, dont  :
- William Romilly, 2e baron Romilly (1835-1891), qui épouse Emily Idonea Sophia Le Marchant, fille aînée du lieutenant-général John Le Marchant, en 1865. Après sa mort en 1866, il épouse Helen Denison, fille aînée d'Edward Hanson Denison, en 1872.
- Edward Romilly (1838-1886), avocat qui épouse Edith Mary Cowie (morte en 1880), deuxième fille de Benjamin Morgan Cowie, doyen de Manchester, en 1871[6].
- Henry Romilly (1845-1886), qui épouse Edith Rathbone, fille aînée de Bernard Rathbone, en 1878. Après sa mort en 1886, elle épouse Thomas Northcote Toller de Lansdowne House à Didsbury en 1889[6].
- Arthur Romilly, avocat (1850-1884), qui épouse Flora Schellbach (décédée en 1937), deuxième fille du professeur Schellbach de Berlin, en 1877[6].
- Anne Romilly (décédée en 1913), qui épouse Clement Tudway Swanston (décédé en 1879) en 1861[6].
- Mary Romilly (d. 1921), qui épouse le général Lothian Nicholson, gouverneur de Gibraltar (d. 1893) en 1864[6].
- Sophie Romilly ( c. 1846 –1895)[6]
- Lucy Henrietta Romilly (d. 1923), qui épouse Henry Crompton (en) (d. 1904), deuxième fils de Charles John Crompton (en) en 1870[6].

Lady Romilly est décédée en décembre 1856. Lord Romilly meurt à Londres le 23 décembre 1874, à l'âge de 72 ans, et est remplacé comme baron par son fils aîné, William. Il est enterré au cimetière de Brompton, à Londres.